# Les Frères Gravet
Pour plus de détails, voir Fiche technique et Distribution.
Les Frères Gravet est un film français réalisé par René Féret, diffusé sur Canal+ en 1996 et sorti en salles en 2002.

## Fiche technique
- Réalisation : René Féret
- Scénario : René Féret
- Photographie : Sabrina Varani
- Son : Christine Charpail et Jérôme Ayasse
- Décors : Hervé Leyser, Simon Tric et David Rodière
- Costumes : Sophie Videgrain et Louise Wayssié
- Montage : Fabienne Camara, Sabine Emiliani et Marie Evreux
- Production : Fabienne Camara, Éric Trotta et Guillaume Senhadji
- Durée : 90 min
- Pays :  France
- Année de production : 1995
- Dates de sortie :
  - France : 1996 (Canal+) ; 9 février 2002 (en salles)

## Distribution
- Jean-François Stévenin : Pierre
- Jacques Bonnaffé : Jacques
- Robin Renucci : André
- Pierre-Loup Rajot : Richard
- Seymour Cassel : lui-même
- Julien Féret : Michael
- Vanessa Danne : Sonia
- Stéphane André : Richard jeune
- Véronique Ataly : la femme d'André
- Emmanuelle Bach : Léone Gravet
- Jérémy Belly : André jeune
- Vincent Blanc : Jacques jeune
- Benjamin Clément : le fils de Jacques
- Lou Couillerot et Tom Couillerot : les fils de Pierre
- Aurélie Debouchaud : la petite-fille de Jean
- Marie Desgranges : le modèle de Pierre
- Marie Echinard : la petite-fille de Jean
- Alexandre Faupin : le fils de Richard
- Gina : la femme de Pierre
- Pierre Guillemot : l'ami d'Annie Gravet
- Nathalie Herbaut : la belle-fille de Jean
- Eugénie Laronze : la fille de Pierre
- Jessica Latière : la fille de Richard
- Monique Mélinand : Annie Gravet
- Sophie Mounicot : la femme de Jacques
- Philippe Nahon : le père
- Cheikh Ndiaye : le serveur
- Julie Petit : la petite-fille de Jean
- Julie Poirout : la fille d'André
- Isabelle Renauld : l'ancienne maîtresse d'André
- France Rousselle : la sœur de Jean
- Sonja Saurin : la femme de Richard
- Véronique Silver : le médecin-chef
- Sagamore Stévenin : Pierre jeune
- Denis Verdalay : le petit-fils de Jean
- Eugénie Weiss Laronze : la fille de Pierre